# 赤坂憲雄
赤坂 憲雄（あかさか のりお、1953年5月23日 - ）は、日本の民俗学者。学習院大学教授、福島県立博物館元館長。日本文藝家協会会員。東京都小平市在住。東北学を提唱したことで有名。
『異人論序説』(1986年)で論壇に登場。日本思想を広く論じたが、東北文化論専門に転じ、「東北学」を提唱する。著書に『方法としての東北』(2007年)、『岡本太郎という思想』(2010年)、『ゴジラとナウシカ』(2014年)など。

## 人物
1992年東北芸術工科大学助教授。
1999年4月に東北文化研究センターを設立してセンター長就任。同1999年雑誌『東北学』を創刊。
2007年『岡本太郎の見た日本』でドゥマゴ文学賞受賞（選考委員・荒川洋治）、2008年同書で芸術選奨文部科学大臣賞（評論等部門）受賞。
2011年学習院大学教授。
2011年4月東日本大震災復興構想会議委員。被災地を歩き、公演、シンポジウムなどの著作活動を行う。
京都五山の送り火における被災松の薪問題や東海テレビのセシウムさん騒動等について、名古屋・京都・福岡を「中世以来の、ケガレと差別の風土が濃密に残る土地柄である。（略）わたしは「差別なき東北」を誇りに思う。」として、2011年9月18日の福島民報において批判した。

## 経歴
- 東京都生まれ
- 1978年 東京大学文学部卒業
- 1988年 法政大学・立教大学などの非常勤講師
- 1992年 東北芸術工科大学教養部助教授
- 1996年 東北芸術工科大学教養部教授
- 1999年 同東北文化研究センター所長
- 2011年 学習院大学文学部日本語日本文学科教授
- 2011年 東日本大震災復興構想会議委員

## 受賞
- 1995年 山崎賞
- 1999年 真壁仁・野の文化賞
- 2000年 山形新聞3P賞
- 2003年 イーハトーブ賞
- 2007年 Bunkamuraドゥマゴ文学賞（『岡本太郎の見た日本』）
- 2008年 芸術選奨文部科学大臣賞（『岡本太郎の見た日本』）

## 著書

### 単著
- 『異人論序説』（砂子屋書房、1985年／ちくま学芸文庫、1992年）
- 『排除の現象学』（洋泉社、1986年／筑摩書房、1991年／ちくま学芸文庫、1995年／岩波現代文庫、2023年）
- 『王と天皇』（筑摩書房、1988年／ちくま学芸文庫、1993年）
- 『境界の発生』（砂子屋書房、1989年／講談社学術文庫、2002年）
- 『象徴天皇という物語』（筑摩書房、1990年／ちくま学芸文庫、2007年／岩波現代文庫、2019年）
- 『山の精神史――柳田国男の発生』（小学館、1991年）新版・ライブラリー
- 『結社と王権』（作品社、1993年 講談社学術文庫、2007年）
- 『漂泊の精神史――柳田国男の発生』（小学館、1994年）新版・ライブラリー
- 『遠野／物語考』（宝島社、1994年／ちくま学芸文庫、1998年）
- 『子守り唄の誕生――五木の子守唄をめぐる精神史』（講談社現代新書、1994年／講談社学術文庫、2006年）
- 『柳田国男の読み方――もうひとつの民俗学は可能か』（ちくま新書、1994年／ちくま学芸文庫、2013年）
- 『物語からの風』（五柳書院、1996年）
- 『東北学へ（1）もうひとつの東北から』（作品社、1996年）
- 『東北学へ（2）聞き書き・最上に生きる』（作品社、1996年）
- 『東北学へ（3）東北ルネッサンス』（作品社、1998年）
  - 『東北学／もうひとつの東北』『東北学／忘れられた東北』講談社学術文庫、2009-2014年／岩波現代文庫[3]、2023年）
- 『山野河海まんだら――東北から民俗誌を織る』（筑摩書房、1999年）
- 『東西/南北考――いくつもの日本へ』（岩波新書、2000年）
- 『海の精神史――柳田国男の発生』（小学館、2000年）
- 『一国民俗学を越えて』（五柳書院、2002年）
- 『民俗誌を織る旅』（五柳書院、2002年）
- 『書評はまったくむずかしい』（五柳書院、2002年）
- 『民俗学と歴史学――網野善彦、アラン・コルバンとの対話』（藤原書店、2007年）
- 『岡本太郎の見た日本』（岩波書店、2007年／岩波現代文庫、2020年）
- 『方法としての東北』（柏書房、2007年）
- 『婆のいざない　地域学へ』（柏書房、2010年）
- 『旅学的な文体』（五柳書院、2010年）
- 『内なる他者のフォークロア』（岩波書店、2010年）
- 『岡本太郎という思想』（講談社、2010年／講談社文庫、2014年）
- 『交響する声の記録――赤坂憲雄対話集』（国書刊行会、2011年）
- 『3・11から考える「この国のかたち」――東北学を再建する』（新潮選書、2012年）
- 『北のはやり歌』（筑摩選書、2013年）
- 『ゴジラとナウシカ――海の彼方より訪れしものたち』（イースト・プレス、2014年）
- 『イザベラ・バードの東北紀行 『日本奥地紀行』を歩く――会津・置賜篇』（平凡社、2014年）
- 『司馬遼太郎――東北をゆく』（人文書院、2015年）
- 『性食考』（岩波書店、2017年）
- 『武蔵野をよむ』（岩波新書、2018年）
- 『ナウシカ考　風の谷の黙示録』（岩波書店、2019年）
- 『民俗知は可能か』（春秋社、2020年）
- 『災害に生かされて』（亜紀書房、2023年）
- 『奴隷と家畜』（青土社、2023年）

### 共著
- （吉本隆明）『天皇制の基層』（作品社、1990年／講談社学術文庫、2003年）
- （中沢新一）『網野善彦を継ぐ。』（講談社、2004年）
- （玉野井麻利子、三砂ちづる）『歴史と記憶――場所・身体・時間』（藤原書店、2008年）
- （三浦佑之）『遠野物語へようこそ』（ちくまプリマー新書、2010年）
- （小熊英二、山内明美）『「東北」再生――その土地をはじまりの場所へ』（イースト・プレス、2011年）
- （鷲田清一）『東北の震災と想像力　われわれは何を負わされたのか』（講談社、2012年）
- （東雅夫）『怪獣文藝』（メディアファクトリー、2013年）
- （小熊英二）『ゴーストタウンから死者は出ない 東北復興の経済依存』（人文書院、2015年）
- （鶴見和子）『地域からつくる 内発的発展論と東北学』（藤原書店、2015年）
- （三浦佑之）『列島語り――出雲・遠野・風土記』（青土社、2017年）
- （藤原辰史）『言葉をもみほぐす』（岩波書店、2021年）

### 編著
- 『叢書史層を掘る（全5巻）』（新曜社、1991-92年）
- 『日本再考――東北ルネッサンスへの序章』（創童舎、2003年）
- 『現代民俗誌の地平（2）権力』（朝倉書店、2004年）
- 『追悼記録網野善彦』（洋泉社・新書y、2006年）
- 『東北ルネサンス 日本を開くための七つの対話』（小学館文庫、2007年）
- 『鎮魂と再生 〔東日本大震災・東北からの声100〕』（藤原書店、2012年）

### 共編著
- （吉田文憲）『『注文の多い料理店』考――イーハトヴからの風信』（五柳書院、1995年）
- （中村生雄・原田信男・三浦佑之）『いくつもの日本（全7巻）』（岩波書店、2002-03年）
- （小熊英二）『「辺境」からはじまる―東京/東北論―』（明石書店、2012）
- （岡村民夫）『イーハトーブ風景学──宮沢賢治の〈場所〉』（七月社、2022）

### 論文
- 国立情報学研究所収録論文 国立情報学研究所